# Chotiça

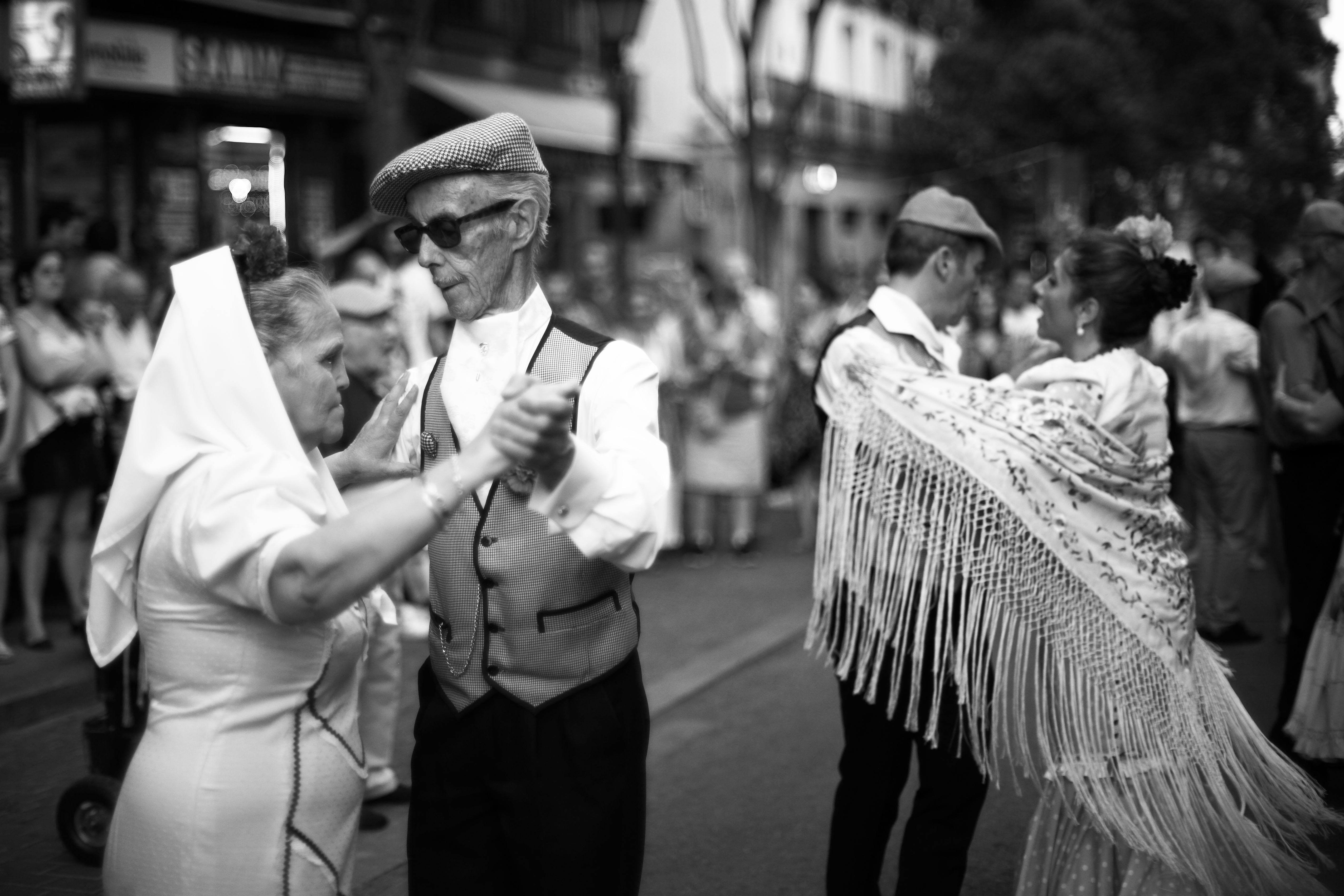
Chotiça

Chotiça (em alemão: schottische)  é uma espécie de polca lenta de ritmo binário ou quaternário, de origem centroeuropeia, que não deve ser confundida com a dança escocesa. Pensa-se que a dança originou-se na Boémia e passou aos salões de Viena. A dança entrou em Inglaterra nos meados do século XIX, justamente a época do furor da polca, com o nome de «polca alemã». A sua popularidade coincidiu com a introdução do acordeão (ou concertina) e bem cedo atravessou as fronteiras nacionais e o Atlântico. No Brasil é mais conhecido pelo nome de xote. Pelo parecido sonoro, persiste uma certa confusão na terminologia entre as danças derivadas do Schottische boémio e da jota do Aragão. 